# Piazza San Giovanni (Sienne)
La Piazza San Giovanni est une place de Sienne faisant face au baptistère San Giovanni.

## Histoire
L'extension du baptistère de 1355 à 1382 sous l'abside du duomo et son accès depuis sa façade entraîna le développement de cette place, d'un niveau inférieur au parvis et depuis 1451 un escalier, la scalinata di piazza San Giovanni, permet de la relier à la piazza Jacopo della Quercia, l'aile sud du parvis.
Le palazzo del Magnifico (it), créé pour Pandolfo Petrucci en 1508 par Domenico di Bartolo, donne dans son angle avec la via dei Pellegrini.
Sur la maison faisant face au baptistère le buste de Francesco di Giorgio Martini, un bronze de 1902 par Fulvio Corsini rappelle qu'il y séjourna.